# Khnum
Khnum var i den ægyptiske mytologi en skabergud. Han var skaberen af menneskenes kroppe og levendes væsners oprindelse. Han var forbundet med det svært oversættelige begreb, ka, der i ægyptisk tro er en del af menneskets livskraft og personlighed.
Khnum afbildedes som en vædder eller et menneske med vædderhoved.
- Wikimedia Commons har flere filer relateret til Khnum

| Mytologi | Spire Denne artikel om mytologi er en spire som bør udbygges. Du er velkommen til at hjælpe Wikipedia ved at udvide den. |